# Farol da Ribeira Brava
Der Farol da Ribeira Brava ist ein Leuchtturm an der Südküste der portugiesischen Insel Madeira und liegt in Ribeira Brava, etwa 15 Kilometer westlich von Funchal.

## Lage und Beschreibung
Der Leuchtturm befindet sich westlich des Hafens auf einem Felsvorsprung in einer Höhe von 28 Metern. Es ist ein gemauertes zweigeschossiges eckiges Gebäude, die Höhe des Gebäudes beträgt sechs Meter. Die Laterne befindet sich im Obergeschoss und leuchtet auf einer Höhe von 34 Metern durch eine Scheibe. Das Untergeschoss ist weiß, das Obergeschoss rot gestrichen. Eine Treppe führt zum Leuchtturm, der Turm selber ist nicht zugänglich.
Das Leuchtfeuer ist unter der internationalen Nummer D-2646 registriert und befindet sich in einer Höhe von 34 Metern. Die Kennung besteht aus einem roten Blitz, der alle fünf Sekunden wiederholt wird. Die Tragweite beträgt rund 10 Seemeilen (ca. 18 Kilometer).

## Geschichte
Der Bau des Leuchtturms 1928 war eine Gemeinschaftsleistung mehrerer Partner: Der damalige Kreis ließ den Zugangsweg zum Leuchtturm auf dem Felsvorsprung errichten, die Gemeinde Ribeira Brava baute die Treppen zum Leuchtturm und das portugiesische Direktorat der Leuchttürme finanzierte das Leuchtfeuer. Die Inbetriebnahme fand am 9. Juni 1928 statt, nach anderen Angaben 1930. Es war anfangs auf einer eisernen Säule installiert, die rot lackiert war, und beinhaltete eine Optik sechster Ordnung mit einer Brennweite von 150 Millimetern. Auf einer Höhe von 31 Metern strahlte zunächst provisorisch ein weißes Licht, das eine Reichweite von sieben Meilen (ca. 13 Kilometer) hatte.
Erst 1937 wurde das heute noch sichtbare Gebäude errichtet und eine Linse achter Ordnung installiert. 1963 wurde der Leuchtturm elektrifiziert und eine Optik sechster Ordnung eingebaut. 1975 wurde das Lichtsignal in ein blinkendes Licht geändert und 1982 die 100-Watt-Lampe durch eine 250-Watt-Halogenlampe ersetzt. Vier Jahre später, 1986, erhielt der kleine Leuchtturm die heutige Doppellaterne mit einer Brennweite von 250 Millimetern.